# Арпаяз
Арпая́з (тат. Арпаяз) — деревня в Кукморском районе Республики Татарстан. Входит в состав Псякского сельского поселения.

## География
Деревня расположена на правом притоке реки Ошторма, в 10 километрах к юго-востоку от города Кукмора.

## История
В «Списке населенных мест по сведениям 1859 года», изданном в 1866 году, населённый пункт упомянут как казённая деревня Арпаяз 2-го стана Мамадышского уезда Казанской губернии. Располагалась при ключе Куюк-Арты, на Шунском торговом тракте, в 60 верстах от уездного города Мамадыша и в 26 верстах от становой квартиры в казённой деревне Ахманова (Ишкеево). В деревне в 74 дворах жили 485 человек (232 мужчины и 253 женщины). Была мечеть.

## Население
| 1748 | 1782 | 1859 | 1897 | 1908 | 1926 | 1938 | 1949 | 1958 | 1970 | 1979 | 1989 | 2000 | 2017 |
| ---- | ---- | ---- | ---- | ---- | ---- | ---- | ---- | ---- | ---- | ---- | ---- | ---- | ---- |
| 28   | 42   | 440  | 736  | 742  | 737  | 611  | 426  | 383  | 314  | 257  | 159  | 176  | 180  |

Национальный состав деревни — татары.

## Экономика
Полеводство, молочное скотоводство.

## Религия
Мечеть (с 1990 г.).